# Гуаянасіс (округ Сан-Паулу)
Гуаянасіс (порт. Guaianases) — округ субпрефектури Гуаянасіс міста Сан-Паулу, Бразилія, розташований на крайньому сході міста. З центром міста його з'єднує Лінія 11 системи поїздів CPTM. Це один з найбідніших районів міста, 60,2 % його мешканців отримують заробітну плату менше трьох мінімальних заробітних плат країни, а понад 15 % живуть у фавелах. Також район характеризується найвищим у місті рівнем злочинності.
| Бразилія | Це незавершена стаття з географії Бразилії. Ви можете допомогти проєкту, виправивши або дописавши її. |